# Faragó Borbála
Faragó Borbála (Arad, 1914. augusztus 4. – Bern, 1975. január 29.) magyar író, kiadói szerkesztő.

## Életpályája
A kolozsvári egyetemen angol nyelvet és pszichológiát tanult. Középiskolai tanári diplomáját 1943-ban kapta meg. 1945 után költözött Budapestre, ahol a Szépirodalmi Könyvkiadó fordító-szerkesztője volt. 1961-től az Akadémiai Kiadó fordító-szerkesztője volt. 1968-ban Svájcba költözött és 1975-ig a berni Wander-Sandoz gyógyszergyár fordító-szerkesztője volt.
Olyan fontos művek magyarra fordítása fűződik nevéhez, mint például Theodore Dreiser: A csapda/Szabadulás című regénye (1956) és az Amerikai elbeszélők című kötet (Budapest, 1953). Számos tudományos művet fordított magyarról németre, angol–francia fordításokat kontrollszerkesztett. Leginkább orvosi munkákat fordított.

## Művei
- Utószó Mikszáth Kálmán Szent Péter esernyője című regényéhez (Budapest, 1960)

## Műfordításai
- Valeriu Emil Galan: Rabszolgák hajnala (regény, 1951)
- Ion Pas: Láncok (regény, Kormos Istvánnal, 1952)